# Fort Wayne Pistons 1954-1955
La stagione 1954-55 dei Fort Wayne Pistons fu la 6ª nella NBA per la franchigia.
I Fort Wayne Pistons vinsero la Western Division con un record di 43-29. Nei play-off vinsero la finale di division con i Minneapolis Lakers (3-1), perdendo poi la finale NBA con i Syracuse Nationals (4-3).

## Western Division
| Squadra            | V  | P  | %    | GB |
| ------------------ | -- | -- | ---- | -- |
| Ft. Wayne Pistons  | 43 | 29 | 59,7 | -  |
| Minneapolis Lakers | 40 | 32 | 55,6 | 3  |
| Rochester Royals   | 29 | 43 | 40,3 | 14 |
| Milwaukee Hawks    | 29 | 46 | 36,1 | 17 |

## Roster
| \| Pos. \| Num. \| Naz. \| Nome \| Altezza \| Peso \| Data nascita \| Provenienza \| \| ---- \| ---- \| ---- \| --------------- \| ------- \| ----- \| ------------ \| ------------- \| \| G \| 7 \| \| Brian, Frankie \| 185 cm \| 82 kg \| 01-05-1923 \| LSU \| \| A/C \| 16 \| \| Foust, Larry \| 206 cm \| 98 kg \| 24-06-1928 \| La Salle \| \| A/C \| 8 \| \| Fritsche, Jim \| 203 cm \| 95 kg \| 10-12-1931 \| Hamline \| \| A/C \| 8 \| \| Houbregs, Bob \| 201 cm \| 95 kg \| 12-03-1932 \| Washington \| \| A/C \| 9 \| \| Hutchins, Mel \| 198 cm \| 91 kg \| 22-11-1928 \| Brigham Young \| \| A/C \| 17 \| \| Meineke, Monk \| 201 cm \| 94 kg \| 30-10-1930 \| Dayton \| \| G/AP \| 14 \| \| Phillip, Andy \| 188 cm \| 88 kg \| 07-03-1922 \| Illinois \| \| G/AP \| 18 \| \| Roges, Al \| 193 cm \| 88 kg \| 25-10-1930 \| Long Island \| \| G/AP \| 15 \| \| Rosenthal, Dick \| 196 cm \| 93 kg \| 20-01-1930 \| Notre Dame \| \| G/AP \| 5 \| \| Walther, Paul \| 188 cm \| 73 kg \| 23-03-1927 \| Tennessee \| \| G/AP \| 12 \| \| Yardley, George \| 196 cm \| 86 kg \| 03-11-1928 \| Stanford \| \| G \| 10 \| \| Zaslofsky, Max \| 188 cm \| 77 kg \| 07-12-1925 \| St. John's \| | Allenatore - Charley Eckman Legenda - (C) Capitano - (FA) Free agent - (S) Sospeso - (TW) Contratto Two-way - (GL) Assegnato a squadra G League affiliata - Infortunato Roster • Transazioni · Ultima transazione: 1 giugno 1955 |                        |                 |         |       |              |               |
| Pos. | Num. | Naz.                   | Nome            | Altezza | Peso  | Data nascita | Provenienza   |
| G | 7 | Stati Uniti (bandiera) | Brian, Frankie  | 185 cm  | 82 kg | 01-05-1923   | LSU           |
| A/C | 16 | Stati Uniti (bandiera) | Foust, Larry    | 206 cm  | 98 kg | 24-06-1928   | La Salle      |
| A/C | 8 | Stati Uniti (bandiera) | Fritsche, Jim   | 203 cm  | 95 kg | 10-12-1931   | Hamline       |
| A/C | 8 | Canada (bandiera)      | Houbregs, Bob   | 201 cm  | 95 kg | 12-03-1932   | Washington    |
| A/C | 9 | Stati Uniti (bandiera) | Hutchins, Mel   | 198 cm  | 91 kg | 22-11-1928   | Brigham Young |
| A/C | 17 | Stati Uniti (bandiera) | Meineke, Monk   | 201 cm  | 94 kg | 30-10-1930   | Dayton        |
| G/AP | 14 | Stati Uniti (bandiera) | Phillip, Andy   | 188 cm  | 88 kg | 07-03-1922   | Illinois      |
| G/AP | 18 | Stati Uniti (bandiera) | Roges, Al       | 193 cm  | 88 kg | 25-10-1930   | Long Island   |
| G/AP | 15 | Stati Uniti (bandiera) | Rosenthal, Dick | 196 cm  | 93 kg | 20-01-1930   | Notre Dame    |
| G/AP | 5 | Stati Uniti (bandiera) | Walther, Paul   | 188 cm  | 73 kg | 23-03-1927   | Tennessee     |
| G/AP | 12 | Stati Uniti (bandiera) | Yardley, George | 196 cm  | 86 kg | 03-11-1928   | Stanford      |
| G | 10 | Stati Uniti (bandiera) | Zaslofsky, Max  | 188 cm  | 77 kg | 07-12-1925   | St. John's    |